# Eriborus niger
Eriborus niger là một loài tò vò trong họ Ichneumonidae.